# Ceanothus ferrisiae
Ceanothus ferrisiae là một loài thực vật có hoa trong họ Táo. Loài này được McMinn mô tả khoa học đầu tiên năm 1933.